# Arkansas (fiume)
Il fiume Arkansas è un tributario del Mississippi che scorre verso est sud-est attraverso gli stati Colorado, Kansas, Oklahoma e Arkansas.
Con una lunghezza di 2334 km è il quarto fiume più lungo degli Stati Uniti. Il fiume nasce nelle Montagne Rocciose del Colorado, nella contea di Lake, vicino Leadville e si congiunge con il Mississippi in Arkansas nella contea di Desha, presso il villaggio ora disabitato di Napoleon. È il più grande tributario del sistema Mississippi-Missouri, con un bacino di drenaggio di 505.000 km², con numerosi affluenti fra i quali il Canadian, il Cimarron, il Neosho e il Verdigris.

## Caratteristiche
Il fiume ha tre caratteristiche differenti lungo il suo tragitto:
- All'inizio è un fiume torrentizio e ripido che scorre nelle Montagne Rocciose superando un dislivello di 1400 m in 193 km circa.
- A Cañon City in Colorado il fiume lascia le montagne ed entra nella Royal Gorge ("gola reale"). Per la maggior parte del suo percorso nel resto del Colorado e in Kansas è un tipico fiume di pianura poco profondo.
- Nel tratto in Oklahoma e Arkansas il fiume diventa più profondo e costituisce una via d'acqua navigabile in qualche punto tra Fort Smith e Pine Bluff a seconda della stagione.

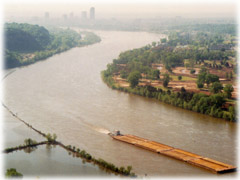
Il fiume Arkansas

Da questo punto alla foce il fiume permette il traffico commerciale su chiatta e anche trasporto passeggeri e uso ricreativo.
Il Sistema di navigazione McClellan–Kerr inizia a Catoosa in Oklahoma per arrivare attraverso un vasto sistema di dighe e chiuse al Mississippi.
Importanti città attraversate da questo fiume sono Wichita in Kansas, Tulsa in Oklahoma e Little Rock in Arkansas.
Dalle sorgenti dell'Arkansas vicino Leadville, molte popolazioni di nativi americani sono vissute vicino e lungo le rive del fiume, i primi europei a vedere il fiume furono i membri della spedizione di Coronado il 29 giugno del 1541, e qualche anno dopo Hernando de Soto scoprì la congiunzione dell'Arkansas con il Mississippi. Per la prima volta fu usato questo nome dal sacerdote francese Jacques Marquette che nel suo diario nel 1673 parlò di fiume Akansa. Nel 1819 il trattato Adams-Onís stabilì che l'Arkansas era parte della frontiera tra gli Stati Uniti e il Messico e così rimase fino all'annessione del Texas nel 1846.

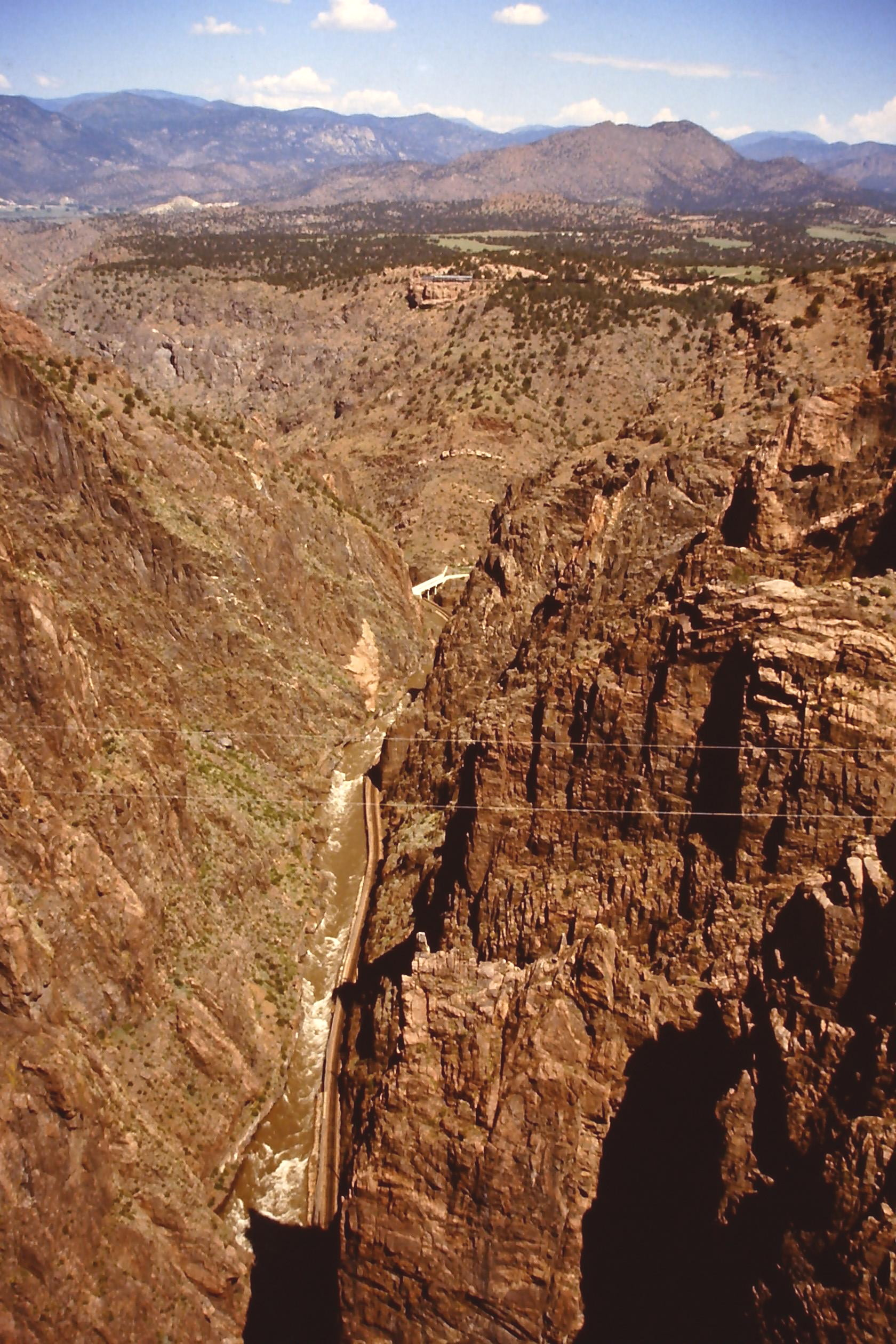
Royal Gorge